# Institut Võro
Institut Võro (en võro: Võro Instituut; en estonià: Võru Instituut) és una institució estatal d'investigació i desenvolupament d'Estònia dedicada a la preservació i promoció de la llengua i la cultura Võro.

## Història
El võro (nativament [ˈvɤro kʲiːlʲ]) és una llengua de la branca baltofinesa de la família de les llengües uràliques. Tradicionalment, s'ha considerat un dialecte de l'estonià meridional, però avui dia té la seva pròpia llengua literària i està a la recerca del reconeixement oficial com a llengua regional autòctona d'Estònia. Té aproximadament 75.000 parlants (Võros) principalment al sud-est d'Estònia, a les vuit parròquies de l'històric comtat de Võru (Karula, Harglõ, Urvastõ, Rõugõ, Kanepi, Põlva, Räpinä) i la resta de la parròquia de Vastseliina.
L'institut va ser fundat pel govern estonià l'any 1995 i es troba a la ciutat de Võru. Els directors de l'institut han estat Enn Kasak, Kaido Kama i Külli Eichenbaum. L'actual director de l'institut és Rainer Kuuba. Entre els investigadors de l'institut destaquen el toponimista Evar Saar i el lexicògraf Sulev Iva.

## Activitats
L'institut es dedica a una àmplia gamma d'activitats per fer front als reptes als quals s'enfronten les llengües menys parlades, com ara l'establiment de programes escolars, la realització d'investigacions lingüístiques i regionals, la preservació dels topònims i les seves històries corresponents (principalment per Evar Saar), la publicació de llibres de text escolars i l'organització de conferències anuals d'idiomes. L'objectiu d'aquestes activitats és animar la gent Võro a parlar la seva pròpia llengua i preservar el seu estil de vida característic.